# 員工認股制度
員工認股制度（或员工持股计划，Employee stock ownership plan，ESOP）就是藉由讓員工認購公司的股票，成為公司的股東之一。
由於股東可以參與公司的分紅，當公司賺愈多，股東也分得愈多，因此員工就會被激勵更努力工作，為公司及自己同時創造財富。

## 外部連結
蘇秀慧. . 經濟日報. 2019-01-02  [2019-03-24]. （原始内容存档于2019-08-01）.